# 賈潤年
賈潤年（1946年1月3日—2013年1月7日），外號「老賈」、「賈霸子」、「黑道國防部長」（「賈部長」），生於南京市，籍貫安徽懷遠，前中華民國海軍少校，台灣黑道人物，為四海幫前幫主，生前涉及軍火走私與多起恐嚇案件。

## 生平
賈潤年生於南京，是家中長子，其父名賈玉龍，服務於中華民國空軍工程聯隊，為士官長。1949年，賈潤年全家隨中華民國政府來到台灣。賈潤年幼年時隨其父親部隊調動，曾在嘉義水上、高雄岡山、桃園等地居住，最後定居在新竹市眷村空軍忠貞新村。
賈潤年高一未畢業就加入軍隊，就讀海軍士校，因打架被送入軍中的管訓班，之後被送到海軍水中爆破大隊（UDT）受訓。1965年，他自水中爆破隊第9期結訓，成為海軍戰鬥蛙人，之後考取陸軍官校專修班。他擅長蛙泳，1967年曾代表新竹縣獲得台灣省運動會200公尺蛙式金牌。1968年，代表陸軍官校參加中上運動會，獲得二百公尺蛙式冠軍，當選陸軍官校專15連榮團會模範生。在陸軍官校專修班畢業後，考取政工幹校，並以第一名成績畢業，畢業後留校一年，擔任助教，當時國防部長俞大維每週至政工幹校游泳，都指名賈潤年來陪泳。之後賈潤年調回左營海軍水中爆破隊。
在水中爆破隊服務期間，認識高雄市西北幫角頭、綽號「時鐘」的龔書清、七賢幫的張省吾，並認識了在艦艇的學長「大寶」陳永和。
1978年以少校退伍後，曾至美國開餐廳一段時間。之後回台灣，與當時皇后舞廳余董交情深厚，並在舞廳充當保鑣。大陸開放後，余董事業轉移上海接管百老匯舞廳，賈潤年被迫離開舞廳率領一批眷村兄弟由左營至台北發展，以走私軍火為主。
1984年，率眾至美麗華飯店，與人商談債務償還，雙方發生槍戰，是台灣首起幫派槍戰事件。賈潤年因此成名，也遭到一清專案鎖定，他偷渡至菲律賓避難。他由菲律賓進口軍火至台灣，台灣刑事局因此成立華泰專案，賈潤年在菲律賓被逮捕後，移送台灣入監。
1992年，賈潤年加入「大寶」陳永和領導的四海幫，擔任中常委職務，時年46歲。因為他有爆破及槍械專長，在四海幫中負責軍火買賣，被稱為「國防部長」。
2000年，從楊光南手中接下幫主職務，成為四海幫第五任幫主(2000-2008/8)。
2003年，發現罹患胰臟炎，其長子賈國浩犯強姦罪，因此他決定移居上海。
2008年，其病情惡化，變成胰臟癌、肝癌，他辭去四海幫幫主，由綽號「弟哥」的張建英接任。
2011年，因指涉及多起暴力討債、圍標工程案，被提報治平專案，被警方拘捕。2012年，檢方偵查終結，求處四年七月徒刑，進入法院程序。
2012年12月，居住在揚州的賈潤年因病情惡化，回到台灣，在台北住院。2013年1月7日，病逝於新竹老家。享年六十七歲。

## 家庭
賈潤年生有二子。

## 外部連結
- 落葉歸根 前四海幫主賈潤年 病逝新竹老家